# Soneto 73
| «» Soneto 73 |
| --- |
| That time of year thou mayst in me behold When yellow leaves, or none, or few, do hang Upon those boughs which shake against the cold, Bare ruin'd choirs, where late the sweet birds sang. In me thou see'st the twilight of such day As after sunset fadeth in the west, Which by and by black night doth take away, Death's second self, that seals up all in rest. In me thou see'st the glowing of such fire That on the ashes of his youth doth lie, As the death-bed whereon it must expire, Consum'd with that which it was nourish'd by. This thou perceiv'st, which makes thy love more strong, To love that well which thou must leave ere long. |
| –William Shakespeare |

O Soneto 73 foi escrito por William Shakespeare e faz parte dos seus 154 sonetos. 

## Sinopse
O soneto compara o envelhecimento ao outono, ao crepúsculo e a um fogo morrendo, pois as brasas são consideradas "cinzas da juventude", e a vida acaba quando elas se vão. Muito sombrio nos primeiros 12 versos, o clima é elevado no dístico final com uma mudança de foco para o amor.
Descrevendo a passagem do tempo com uma série de metáforas, ele posiciona a morte como um aspecto natural, embora triste, da vida. O dístico final revela o significado do poema e o argumento final do poeta sobre o amor e a morte. 
Neste soneto, de grande beleza, Shakespeare se revela o poeta lírico e contemplativo mais penetrante da poesia elisabetana.

## Traduções

### Tradução deMilton Lins
Durante esta estação, em ti confio,

Quando caem as folhas que restavam

Sobre esses galhos; tremem com o frio

Ninhos nus, onde os pássaros cantavam.

Tu vês em mim o ocaso de tal hora,

Como no pôr do sol sem cor no oeste,

Quando às vezes a luz se vai embora,

Um segundo eu da morte, no que reste.

Em mim vês o fulgor de um fogo tal,

Que repousa nas cinzas juvenis,

Ao pé do leito encontra o seu final,

Consumido na antiga ação nutriz.

Vê que isto faz o teu amor mais forte,

Para gostar de quem foi teu suporte.

### Tradução deCarlos de Oliveira
Esta estação do ano podes vê-la

em mim: folhas caindo ou já caídas;

ramos que o frémito do frio gela;

árvore em ruína, aves despedidas.

E podes ver em mim, crepuscular,

o dia que se extingue sobre o poente,

com a noite sem astros a anunciar

o repouso da morte, gradualmente.

Ou podes ver o lume extraordinário,

morrendo do que vive: a claridade,

deitado sobre o leito mortuário

que é a cinza da sua mocidade.

Eis o que torna o amor mais forte:

amar quem está tão próximo da morte.